# Torneo Provincial de Fútbol 2018 (Catamarca)
El Torneo Provincial de Fútbol 2018 fue la trigésima edición del torneo de clubes más importante de la provincia, organizado por la Federación Catamarqueña de Fútbol. 
En total participaron 2 equipos de las 8 ligas afiliadas a dicha Federación, en las que se encuentra: (Andalgalá, Belén, Fiambalá, Recreo Santa María, Santa Rosa, Tinogasta y Valle Viejo). El equipo que se consagre campeón de dicho torneo, jugará el Torneo Regional Federal Amateur 2019.
Consagró campeón al Club Social y Cultural San Lorenzo de Pomán, que obtuvo su primer título en el Provincial y la plaza al Torneo Regional Federal Amateur.

## Formato

### Primera fase
- La Primera fase se disputará en 4 grupos, 2 grupos por zona.
- En el Grupo 1 y 2 estarán los equipos pertenecientes a la Zona Oeste, mientras que en el 3 y 4 estarán los de la Zona Este.
- Los grupos serán de 4 equipos y se jugará con el sistema de Todos Contra Todos.
- El primero y segundo de cada grupo, clasificará a la Segunda Fase (Cuartos de final)

### Segunda fase
- Los cuartos de final serán definidos mediante sorteo, para ello se realizará una tabla con los 8 equipos clasificados. Los equipos ubicados del 1° al 4° se enfrentarán a los equipos ubicados del 5° al 8°. El equipo mejor ubicado define de local.
- La Fase Final arrancará a partir de los cuartos de final hasta la Final, serán partidos eliminatorios de ida y vuelta.
- En caso de seguir igualados en el global, se recurrirá a la definición desde los penales.

## Equipos participantes
| Zona | Equipo                                         | Ciudad        | Departamento        | Liga de origen               |
| ---- | ---------------------------------------------- | ------------- | ------------------- | ---------------------------- |
| 1    | Club Atlético Peñarol                          | Belén         | Belén               | Liga Belenista               |
| 1    | Club Social, Cultural y Deportivo Racing 250   | Belén         | Belén               | Liga Belenista               |
| 1    | Club Deportivo Las Mojarras                    | Santa María   | Santa María         | Liga Santamariana            |
| 1    | Club Sportivo Chacarita                        | Santa María   | Santa María         | Liga Santamariana            |
| 2    | Club Social y Deportivo Talleres               | Fiambalá      | Tinogasta           | Liga Fiambalense             |
| 2    | Club Social y Deportivo Andino                 | Fiambalá      | Tinogasta           | Liga Fiambalense             |
| 2    | Club Social y Deportivo Progreso               | Tinogasta     | Tinogasta           | Liga Tinogasteña             |
| 2    | Club Social, Cultural y Deportivo Santa Rosa   | Santa Rosa    | Tinogasta           | Liga Tinogasteña             |
| 3    | Centro Vecinal y Deportivo Banda Norte         | Recreo        | La Paz              | Liga Departamental de Recreo |
| 3    | Club Atlético San Martín                       | Recreo        | La Paz              | Liga Departamental de Recreo |
| 3    | Club Social y Deportivo Defensores de Quimilpa | Los Altos     | Santa Rosa          | Liga del Dpto. Santa Rosa    |
| 3    | Club Social y Deportivo General Lavalle        | Lavalle       | Santa Rosa          | Liga del Dpto. Santa Rosa    |
| 4    | Club Atlético Jorge Newbery                    | Pomán         | Pomán               | Liga Andalgalense de Fútbol  |
| 4    | Club Social y Cultural San Lorenzo de Pomán    | Pomán         | Pomán               | Liga Andalgalense de Fútbol  |
| 4    | Club Sportivo Social Rojas                     | Santa Rosa    | Valle Viejo         | Liga Chacarera de Fútbol     |
| 4    | Club Social y Deportivo Las Pirquitas          | Las Pirquitas | Fray Mamerto Esquiú | Liga Chacarera de Fútbol     |

### Distribución geográfica
| Departamento        | Cant. | Equipos                                                   |
| ------------------- | ----- | --------------------------------------------------------- |
| Tinogasta           | 4     | - Andino - Deportivo Santa Rosa - Progreso - Talleres (F) |
| Belén               | 2     | - Peñarol - Racing 250                                    |
| La Paz              | 2     | - Banda Norte - San Martín (R)                            |
| Pomán               | 2     | - Jorge Newbery - San Lorenzo de Pomán                    |
| Santa María         | 2     | - Deportivo Las Mojarras - Sportivo Chacarita             |
| Santa Rosa          | 2     | - Defensores de Quimilpa - Deportivo General Lavalle.     |
| Fray Mamerto Esquiú | 1     | - Deportivo Las Pirquitas                                 |
| Valle Viejo         | 1     | - Social Rojas                                            |
| Total               | 16    |                                                           |

## Primera fase

### Zona 1
Tabla de posiciones
| Pos. | Equipo                           | Pts. | PJ | PG | PE | PP | GF | GC | Dif. |
| ---- | -------------------------------- | ---- | -- | -- | -- | -- | -- | -- | ---- |
| 01.º | Peñarol (Belén)                  | 10   | 6  | 3  | 1  | 2  | 10 | 6  | 4    |
| 02.º | Deportivo Las Mojarras           | 10   | 6  | 3  | 1  | 2  | 12 | 13 | −1   |
| 03.º | Racing 250 (Belén)               | 7    | 6  | 2  | 1  | 3  | 11 | 13 | −2   |
| 04.º | Sportivo Chacarita (Santa María) | 6    | 6  | 1  | 3  | 2  | 5  | 6  | −1   |

|  | Clasificados a la Segunda Fase |

Resultados
| Racing       | 1 - 1 | Chacarita |
| Las Mojarras | 3 - 2 | Peñarol   |

| Peñarol   | 3 - 1 | Racing       |
| Chacarita | 1 - 1 | Las Mojarras |

| Chacarita | 0 - 0 | Peñarol      |
| Racing    | 3 - 4 | Las Mojarras |

| Chacarita | 1 - 2 | Racing       |
| Peñarol   | 3 - 0 | Las Mojarras |

| Las Mojarras | 0 - 1 | Chacarita |
| Racing       | 1 - 0 | Peñarol   |

| Peñarol      | 2 - 1 | Chacarita |
| Las Mojarras | 4 - 3 | Racing    |

### Zona 2
Tabla de posiciones
| Pos. | Equipo               | Pts. | PJ | PG | PE | PP | GF | GC | Dif. |
| ---- | -------------------- | ---- | -- | -- | -- | -- | -- | -- | ---- |
| 01.º | Progreso (Tinogasta) | 12   | 6  | 3  | 3  | 0  | 13 | 4  | 9    |
| 02.º | Deportivo Santa Rosa | 12   | 6  | 3  | 3  | 0  | 11 | 4  | 7    |
| 03.º | Andino (Fiambalá)    | 8    | 6  | 2  | 2  | 2  | 12 | 12 | 0    |
| 04.º | Talleres (Fiambalá)  | 0    | 6  | 0  | 0  | 6  | 5  | 21 | −16  |

|  | Clasificados a la Segunda Fase |

Resultados
| Progreso | 2 - 1 | Talleres   |
| Andino   | 3 - 3 | Santa Rosa |

| Talleres   | 0 - 2 | Andino   |
| Santa Rosa | 0 - 0 | Progreso |

| Progreso | 3 - 0 | Andino     |
| Talleres | 0 - 1 | Santa Rosa |

| Talleres   | 2 - 7 | Progreso |
| Santa Rosa | 3 - 1 | Andino   |

| Progreso | 0 - 0 | Santa Rosa |
| Andino   | 5 - 2 | Talleres   |

| Andino     | 1 - 1 | Progreso |
| Santa Rosa | 4 - 0 | Talleres |

### Zona 3
Tabla de posiciones
| Pos. | Equipo                    | Pts. | PJ | PG | PE | PP | GF | GC | Dif. |
| ---- | ------------------------- | ---- | -- | -- | -- | -- | -- | -- | ---- |
| 01.º | San Martín (Recreo)       | 11   | 6  | 3  | 2  | 1  | 11 | 9  | 2    |
| 02.º | Deportivo General Lavalle | 8    | 6  | 2  | 2  | 2  | 13 | 14 | −1   |
| 03.º | Banda Norte (Recreo)      | 8    | 6  | 2  | 2  | 2  | 12 | 13 | −1   |
| 04.º | Defensores de Quimilpa    | 5    | 6  | 1  | 2  | 3  | 14 | 14 | 0    |

|  | Clasificados a la Segunda Fase |

Resultados
| Defensores de Quimilpa | 0 - 0 | Banda Norte     |
| San Martín             | 0 - 1 | General Lavalle |

| General Lavalle | 2 - 2 | Defensores de Quimilpa |
| Banda Norte     | 1 - 2 | San Martín             |

| San Martín      | 2 - 1 | Defensores de Quimilpa |
| General Lavalle | 5 - 2 | Banda Norte            |

| Banda Norte     | 4 - 2 | Defensores de Quimilpa |
| General Lavalle | 1 - 1 | San Martín             |

| Defensores de Quimilpa | 5 - 1 | General Lavalle |
| San Martín             | 1 - 1 | Banda Norte     |

| Defensores de Quimilpa | 4 - 5 | San Martín      |
| Banda Norte            | 4 - 3 | General Lavalle |

### Zona 4
Tabla de posiciones
| Pos. | Equipo                    | Pts. | PJ | PG | PE | PP | GF | GC | Dif. |
| ---- | ------------------------- | ---- | -- | -- | -- | -- | -- | -- | ---- |
| 01.º | San Lorenzo de Pomán      | 13   | 6  | 4  | 1  | 1  | 13 | 7  | 6    |
| 02.º | Deportivo Las Pirquitas   | 11   | 6  | 3  | 2  | 1  | 19 | 13 | 6    |
| 03.º | Social Rojas (Santa Rosa) | 10   | 6  | 3  | 1  | 2  | 10 | 10 | 0    |
| 04.º | Jorge Newbery (Pomán)     | 0    | 6  | 0  | 0  | 6  | 4  | 16 | −12  |

|  | Clasificados a la Segunda Fase |

Resultados
| Las Pirquitas | 4 - 3 | Jorge Newbery |
| San Lorenzo   | 3 - 0 | Social Rojas  |

| Jorge Newbery | 0 - 1 | San Lorenzo   |
| Social Rojas  | 1 - 1 | Las Pirquitas |

| Social Rojas | 3 - 0 | Jorge Newbery |
| San Lorenzo  | 2 - 1 | Las Pirquitas |

| Jorge Newbery | 0 - 3 | Las Pirquitas |
| Social Rojas  | 1 - 0 | San Lorenzo   |

| Las Pirquitas | 5 - 2 | Social Rojas  |
| San Lorenzo   | 2 - 0 | Jorge Newbery |

| Las Pirquitas | 5 - 5 | San Lorenzo  |
| Jorge Newbery | 1 - 3 | Social Rojas |

## Segunda fase
|  | Cuartos de final          | Cuartos de final  | Cuartos de final        | Cuartos de final  |   |                         | Semifinales               | Semifinales               | Semifinales               | Semifinales               |  |                      | Final             | Final             | Final             | Final             |  |
|  | 16 al 25 de marzo         | 16 al 25 de marzo | 16 al 25 de marzo       | 16 al 25 de marzo |   |                         | 30 de marzo al 8 de abril | 30 de marzo al 8 de abril | 30 de marzo al 8 de abril | 30 de marzo al 8 de abril |  |                      | 14 al 21 de abril | 14 al 21 de abril | 14 al 21 de abril | 14 al 21 de abril |  |
|  |                           |                   |                         |                   |   |                         |                           |                           |                           |                           |  |                      |                   |                   |                   |                   |  |
|  |                           |                   |                         |                   |   |                         |                           |                           |                           |                           |  |                      |                   |                   |                   |                   |  |
|  | Progreso (T)              | 1                 | 1                       | 2 (0)             |   |                         |                           |                           |                           |                           |  |                      |                   |                   |                   |                   |  |
|  | Progreso (T)              | 1                 | 1                       | 2 (0)             |   |                         |                           |                           |                           |                           |  |                      |                   |                   |                   |                   |  |
|  | San Martín (R)            | 2                 | 0                       | 2 (3)             |   |                         |                           |                           |                           |                           |  |                      |                   |                   |                   |                   |  |
|  | San Martín (R)            | 2                 | 0                       | 2 (3)             |   | Deportivo Las Pirquitas | 1                         | 3                         | 4 (4)                     |                           |  |                      |                   |                   |                   |                   |  |
|  |                           |                   |                         |                   |   | Deportivo Las Pirquitas | 1                         | 3                         | 4 (4)                     |                           |  |                      |                   |                   |                   |                   |  |
|  |                           |                   | San Martín (R)          | 2                 | 2 | 4 (1)                   |                           |                           |                           |                           |  |                      |                   |                   |                   |                   |  |
|  | Deportivo Santa Rosa      | 1                 | San Martín (R)          | 2                 | 2 | 4 (1)                   | 1                         | 2                         |                           |                           |  |                      |                   |                   |                   |                   |  |
|  | Deportivo Santa Rosa      | 1                 |                         |                   |   |                         |                           |                           |                           |                           |  |                      |                   |                   |                   |                   |  |
|  | Deportivo Las Pirquitas   | 2                 | 1                       | 3                 |   |                         |                           |                           |                           |                           |  |                      |                   |                   |                   |                   |  |
|  | Deportivo Las Pirquitas   | 2                 | 1                       | 3                 |   |                         |                           |                           |                           |                           |  | San Lorenzo de Pomán | 2                 | 2                 | 4                 |                   |  |
|  |                           |                   |                         |                   |   |                         |                           |                           |                           |                           |  | San Lorenzo de Pomán | 2                 | 2                 | 4                 |                   |  |
|  |                           |                   | Deportivo Las Pirquitas | 0                 | 2 | 2                       |                           |                           |                           |                           |  |                      |                   |                   |                   |                   |  |
|  | San Lorenzo de Pomán      | 3                 | Deportivo Las Pirquitas | 0                 | 2 | 2                       | 3                         | 6                         |                           |                           |  |                      |                   |                   |                   |                   |  |
|  | San Lorenzo de Pomán      | 3                 |                         |                   |   |                         |                           |                           |                           |                           |  |                      |                   |                   |                   |                   |  |
|  | Deportivo Las Mojarras    | 2                 | 1                       | 3                 |   |                         |                           |                           |                           |                           |  |                      |                   |                   |                   |                   |  |
|  | Deportivo Las Mojarras    | 2                 | 1                       | 3                 |   | San Lorenzo de Pomán    | 1                         | 3                         | 4                         |                           |  |                      |                   |                   |                   |                   |  |
|  |                           |                   |                         |                   |   | San Lorenzo de Pomán    | 1                         | 3                         | 4                         |                           |  |                      |                   |                   |                   |                   |  |
|  |                           |                   | Peñarol (B)             | 1                 | 1 | 2                       |                           |                           |                           |                           |  |                      |                   |                   |                   |                   |  |
|  | Peñarol (B)               | 3                 | Peñarol (B)             | 1                 | 1 | 2                       | 4                         | 7                         |                           |                           |  |                      |                   |                   |                   |                   |  |
|  | Peñarol (B)               | 3                 |                         |                   |   |                         |                           |                           |                           |                           |  |                      |                   |                   |                   |                   |  |
|  | Deportivo General Lavalle | 1                 | 0                       | 1                 |   |                         |                           |                           |                           |                           |  |                      |                   |                   |                   |                   |  |
|  | Deportivo General Lavalle | 1                 | 0                       | 1                 |   |                         |                           |                           |                           |                           |  |                      |                   |                   |                   |                   |  |
|  |                           |                   |                         |                   |   |                         |                           |                           |                           |                           |  |                      |                   |                   |                   |                   |  |

Nota: Los equipos ubicados en la parte superior, definen la serie de local.
|  |

### Cuartos de final
| Local - Vuelta       | Global        | Local - Ida               | Ida   | Vuelta |
| -------------------- | ------------- | ------------------------- | ----- | ------ |
| Progreso (Tinogasta) | (0) 2 - 2 (3) | San Martín (Recreo)       | 1 - 2 | 1 - 0  |
| Deportivo Santa Rosa | 2 - 3         | Deportivo Las Pirquitas   | 1 - 2 | 1 - 1  |
| San Lorenzo de Pomán | 6 - 3         | Deportivo Las Mojarras    | 3 - 2 | 3 - 1  |
| Peñarol (Belén)      | 7 - 1         | Deportivo General Lavalle | 3 - 1 | 4 - 0  |

### Semifinales
| Local - Vuelta          | Global        | Local - Ida         | Ida   | Vuelta |
| ----------------------- | ------------- | ------------------- | ----- | ------ |
| Deportivo Las Pirquitas | (4) 4 - 4 (1) | San Martín (Recreo) | 1 - 2 | 3 - 2  |
| San Lorenzo de Pomán    | 4 - 2         | Peñarol (Belén)     | 1 - 1 | 3 - 1  |

### Final
| Local - Vuelta       | Global | Local - Ida             | Ida   | Vuelta |
| -------------------- | ------ | ----------------------- | ----- | ------ |
| San Lorenzo de Pomán | 4 - 2  | Deportivo Las Pirquitas | 2 - 0 | 2 - 2  |

|  | Campeón. Clasifica al Torneo Regional Federal Amateur 2019. |

|                                                      |
| Club Social y Cultural San Lorenzo (Pomán) 1° título |
| Campeón Torneo Provincial 2018                       |

## Estadísticas

### Clasificación general
Las tablas de rendimiento no reflejan la clasificación final de los equipos, sino que muestran el rendimiento de los mismos atendiendo a la ronda final alcanzada.
Si en la segunda fase algún partido se define mediante tiros de penal, el resultado final del juego se considera empate.
El rendimiento corresponde a la proporción de puntos obtenidos sobre el total de puntos disputados.
| Pos. | Equipos                          | Gr. | Pts. | PJ | PG | PE | PP | GF | GC | Dif | Rend. |
| ---- | -------------------------------- | --- | ---- | -- | -- | -- | -- | -- | -- | --- | ----- |
| 1    | San Lorenzo de Pomán             | 4   | 27   | 12 | 8  | 3  | 1  | 25 | 13 | 12  | 75%   |
| 2    | Deportivo Las Pirquitas          | 4   | 19   | 12 | 5  | 4  | 3  | 28 | 23 | 5   | 52.8% |
| 3    | Peñarol (Belén)                  | 1   | 17   | 10 | 5  | 2  | 3  | 18 | 10 | 8   | 56.7% |
| 4    | San Martín (Recreo)              | 3   | 17   | 10 | 5  | 2  | 3  | 17 | 15 | 2   | 56.7% |
| 5    | Progreso (Tinogasta)             | 2   | 15   | 8  | 4  | 3  | 1  | 15 | 6  | 9   | 62.5% |
| 6    | Deportivo Santa Rosa (Tinogasta) | 2   | 13   | 8  | 3  | 4  | 1  | 13 | 7  | 6   | 54.2% |
| 7    | Deportivo Las Mojarras           | 1   | 10   | 8  | 3  | 1  | 4  | 15 | 18 | -3  | 41.7% |
| 8    | Deportivo General Lavalle        | 3   | 8    | 8  | 2  | 2  | 4  | 14 | 21 | -7  | 33.3% |
| 9    | Social Rojas (Santa Rosa)        | 4   | 10   | 6  | 3  | 1  | 2  | 10 | 10 | 0   | 55.6% |
| 10   | Andino (Fiambalá)                | 2   | 8    | 6  | 2  | 2  | 2  | 12 | 12 | 0   | 44.4% |
| 11   | Banda Norte (Recreo)             | 3   | 8    | 6  | 2  | 2  | 2  | 12 | 13 | -1  | 44.4% |
| 12   | Racing 250 (Belén)               | 1   | 7    | 6  | 2  | 1  | 3  | 11 | 13 | -2  | 38.9% |
| 13   | Sportivo Chacarita (Santa María) | 1   | 6    | 6  | 1  | 3  | 2  | 5  | 6  | -1  | 33.3% |
| 14   | Defensores de Quimilpa           | 3   | 5    | 6  | 1  | 2  | 3  | 14 | 14 | 0   | 27.8% |
| 15   | Jorge Newbery (Pomán)            | 4   | 0    | 6  | 0  | 0  | 6  | 4  | 16 | -12 | 0%    |
| 16   | Talleres (Fiambalá)              | 2   | 0    | 6  | 0  | 0  | 6  | 5  | 21 | -16 | 0%    |